# James Hogan
James Hogan (7 marzo 1974) è un chitarrista statunitense della Florida che lavorò con la band Left For Dead e con i Pivotman di Matt Mercado.
Collaborò anche per breve tempo con il chitarrista death metal Chuck Schuldiner a metà anni 90.
Hogan fu per lungo tempo musicista da sessioni e si dedicò a vari tipi di musica, divenendone studioso e critico per la National Guitar Workshop. James Hogan ha anche pubblicato un jazz/rock fusion album intitolato True Diversity.